# Матеус, Виллиам
Виллиам Матеус да Силва (порт. William Matheus da Silva; род. 2 апреля 1990 года в Рио-де-Жанейро, Бразилия) — бразильский футболист, защитник клуба «Коритиба».

## Клубная карьера
Виллиам — воспитанник клуба «Фигейренсе», за который играл в 2006—2010 годах. Помимо «Фигейренсе» в Бразилии играл за «Демократу», клуб «Баия», в составе которого стал чемпионом штата Баия в 2012 году, «Васко да Гама», «Гояс», в составе которого стал чемпионом штата Гояс в 2013 году, и «Палмейрас».
29 июля 2014 года перешёл в французский клуб «Тулуза», и уже 9 августа того же года в матче чемпионата Франции против «Ниццы» дебютировал за команду. Но 21 августа получил серьёзную травму колена, из-за которой пропустил 5 месяцев активной деятельности, вернулся на поле лишь 21 февраля 2015 года.